# EM i bordtennis 2008
Europamesterskabet i bordtennis 2008 var det 27. EM i bordtennis arrangeret af European Table Tennis Union. Mesterskabet blev afviklet i Skt. Petersborg i perioden 4. – 12. oktober 2008.

## Hold

### Mænd
| Championship Division | Championship Division |
| --------------------- | --------------------- |
| Guld                  | Tyskland              |
| Sølv                  | Hviderusland          |
| Bronze                | Østrig                |
| Bronze                | Belgien               |
| 5.                    | Sverige               |
| 6.                    | Rusland               |
| 7.                    | Rumænien              |
| 8.                    | Danmark               |
| 9.                    | Serbien               |
| 10.                   | Frankrig              |
| 11.                   | Ungarn                |
| 12.                   | Kroatien              |
| 13.                   | Polen                 |
| 14.                   | Grækenland            |
| 15.                   | Portugal              |
| 16.                   | Slovakiet             |

| Challenge Division | Challenge Division |
| ------------------ | ------------------ |
| 17.                | Tjekkiet           |
| 18.                | Slovenien          |
| 19.                | Spanien            |
| 20.                | Norge              |
| 21.                | England            |
| 22.                | Tyrkiet            |
| 23.                | Italien            |
| 24.                | Bulgarien          |
| 25.                | Ukraine            |
| 26.                | Estland            |
| 27.                | Letland            |
| 28.                | Skotland           |
| 29.                | Schweiz            |
| 30.                | Luxembourg         |
| 31.                | Litauen            |
| 32.                | San Marino         |

| Standard Division | Standard Division |
| ----------------- | ----------------- |
| 33.               | Wales             |
| 34.               | Israel            |
| 35.               | Finland           |
| 36.               | Moldova           |
| 37.               | Cypern            |
| 38.               | Aserbajdsjan      |
| 39.               | Kosovo            |

### Kvinder
| Championship Division | Championship Division |
| --------------------- | --------------------- |
| Guld                  | Holland               |
| Sølv                  | Ungarn                |
| Bronze                | Kroatien              |
| Bronze                | Rumænien              |
| 5.                    | Spanien               |
| 6.                    | Østrig                |
| 7.                    | Tjekkiet              |
| 8.                    | Italien               |
| 9.                    | Polen                 |
| 10.                   | Tyskland              |
| 11.                   | Frankrig              |
| 12.                   | Hviderusland          |
| 13.                   | Rusland               |
| 14.                   | Belgien               |
| 15.                   | Serbien               |
| 16.                   | Bulgarien             |

| Challenge Division | Challenge Division |
| ------------------ | ------------------ |
| 17.                | Ukraine            |
| 18.                | Litauen            |
| 19.                | Tyrkiet            |
| 20.                | Grækenland         |
| 21.                | England            |
| 22.                | Slovakiet          |
| 23.                | Slovenien          |
| 24.                | Danmark            |
| 25.                | Sverige            |
| 26.                | Luxembourg         |
| 27.                | Schweiz            |
| 28.                | Israel             |
| 29.                | Portugal           |
| 30.                | Estland            |
| 31.                | Norge              |
| 32.                | Irland             |

| Standard Division | Standard Division |
| ----------------- | ----------------- |
| 33.               | Moldova           |
| 34.               | Letland           |
| 35.               | Aserbajdsjan      |
| 36.               | Wales             |
| 37.               | Finland           |
| 38.               | Kosovo            |

## Individuelt
Tekst mangler, hjælp os med at skrive teksten